# Windmühle Wengelsdorf (Turmholländer)

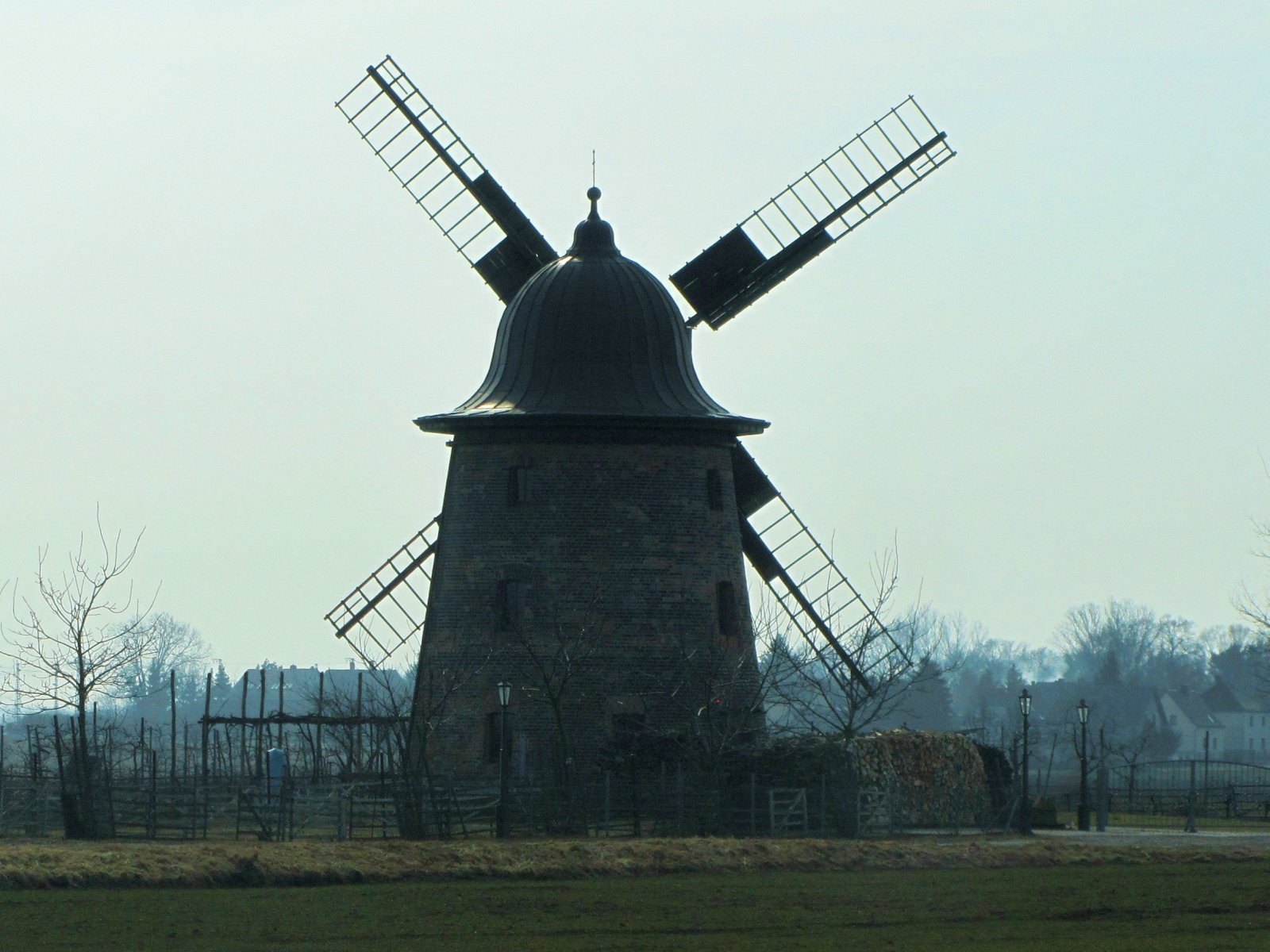
Windmühle in Wengelsdorf

Die Windmühle Wengelsdorf ist eine denkmalgeschützte Windmühle im Ortsteil Wengelsdorf der Stadt Weißenfels in Sachsen-Anhalt. Im örtlichen Denkmalverzeichnis ist die Windmühle unter der Erfassungsnummer 094 12169 als Baudenkmal verzeichnet.
Die Windmühle von Wengelsdorf befindet sich südlich des Ortes. Bei der Windmühle handelt es sich um eine Steinturmwindmühle aus Backsteinen, einen sogenannten Turmholländer. Sie wurde 1878 in ihrer heutigen Form erbaut. Es wird vermutet, dass schon vorher eine Bockwindmühle an derselben Stelle stand.